# Ахмед Секу Туре
Ахмед Секу Турѐ (9 януари 1922 – 26 март 1984) е гвинейски политически лидер, ръководител на Гвинейската демократическа партия. Избран за първи президент на Гвинея през 1958 г., на който пост остава до смъртта си през 1984 г. Туре е един от политическите лидери отвоювали независимостта на страната от Франция.
През 1960 г. Туре издава указ, с който въвежда еднопартийна система (Гвинейската демократическа партия остава единствената в държавата) и еднолично управление. В условията на липса на политическа опозиция е преизбиран няколко пъти на президентския пост. Някои изследвания сочат, че 50 000 души са убити по време на неговото управление.
През октомври 2021 г., по случай 50 -годишнината от клането през октомври 1971 г., роднини на 70 гвинейци, екзекутирани при режима на Секу Туре, поискаха от президента Мамади Дъмбуя рехабилитация и достойно погребение на жертвите.